# Enchelynassa canina
Enchelynassa canina is een straalvinnige vissensoort uit de familie van de Murenen (Muraenidae). De wetenschappelijke naam van de soort is voor het eerst geldig gepubliceerd in 1824 door Jean René Constant Quoy en Paul Gaimard als Muraena canina.  De soort werd ontdekt bij de eilanden Waigeo en Rawak (Indonesische archipel) op de expeditie van de Franse korvetten l'Uranie en la Physicienne van 1817-1820.
De soort wordt aangetroffen in de tropische gebieden van de Grote en Indische Oceaan. Zijn lengte bedraagt ongeveer 250 centimeter.